# 多格博-托塔
6°48′N 1°47′E / 6.800°N 1.783°E

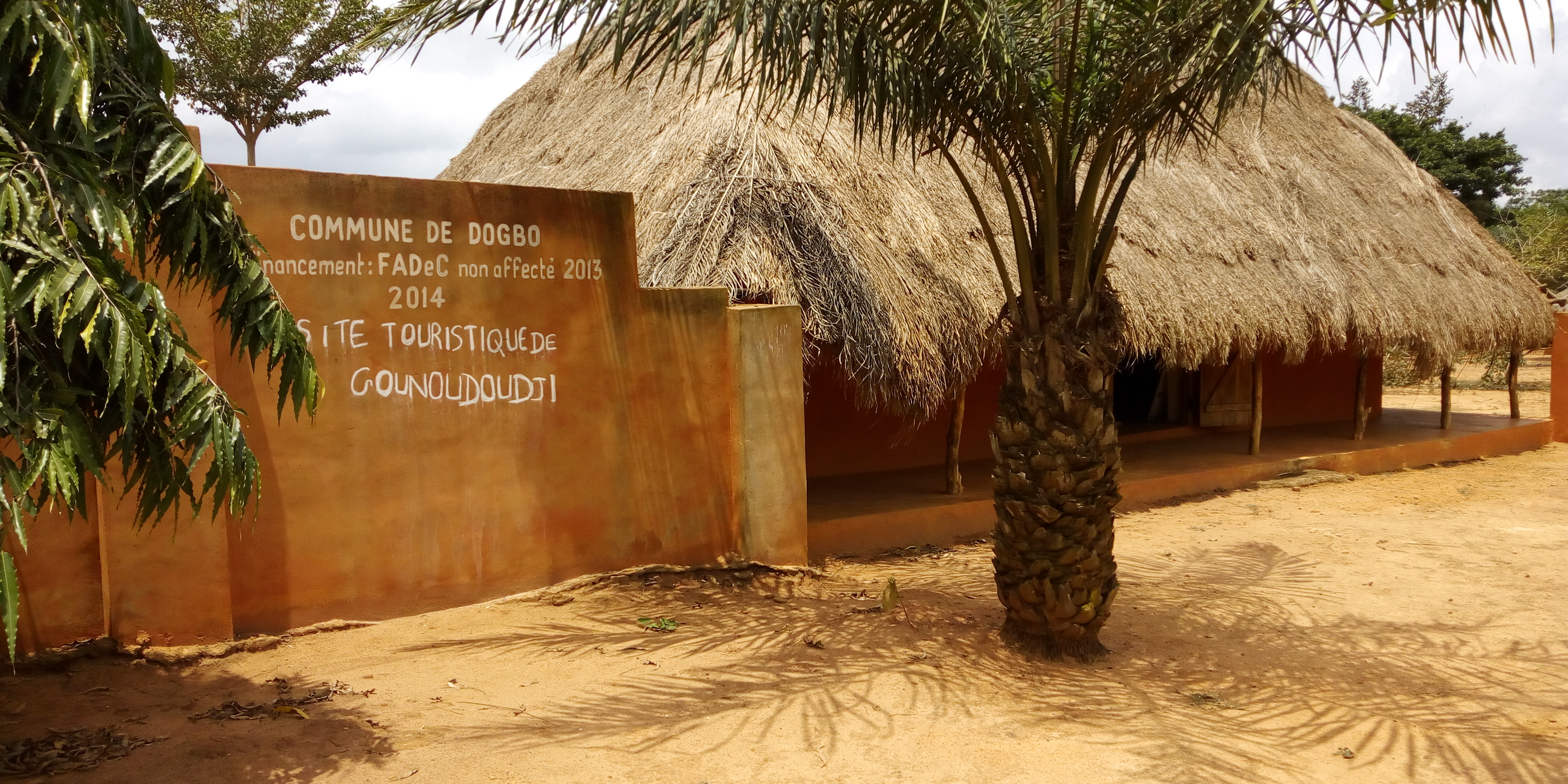
多格博-托塔的歷史遺跡入口

多格博-托塔（法語：Dogbo），是貝寧的城鎮，位於該國西南部，由庫福省負責管轄，面積475平方公里，海拔高度65米，2013年人口101,870，人口密度每平方公里214人。